# Hochbunker Lerchenauer Straße

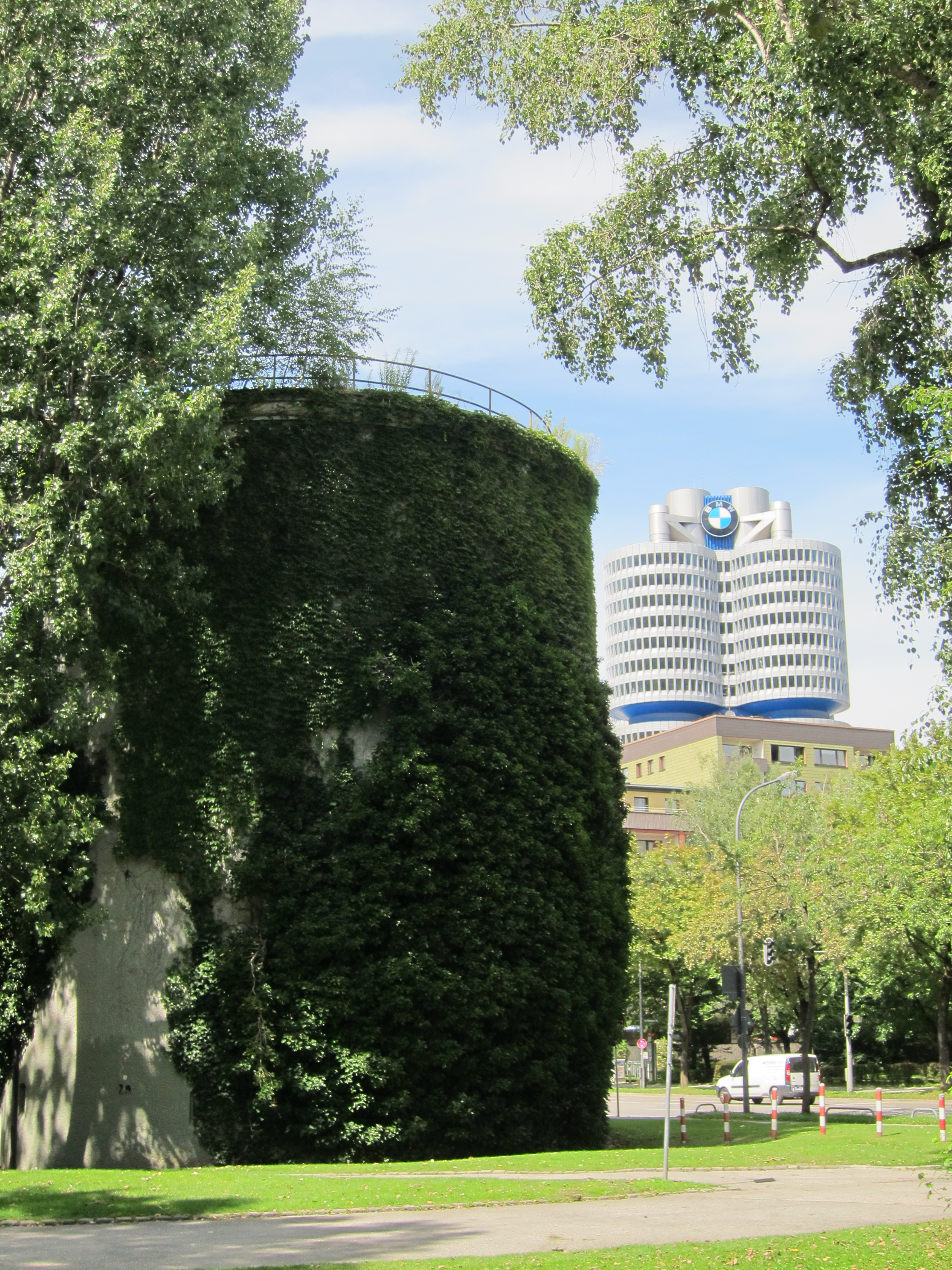
Hochbunker Lerchenauer Straße

Der Hochbunker Lerchenauer Straße ist ein 1941 errichteter Hochbunker an der Lerchenauer Straße 53 Am Riesenfeld in München.

## Beschreibung
Der freistehende fünfgeschossige Rundturm mit einem Flachdach wurde nach Plänen von Karl Meitinger von Leonhard Moll errichtet. Standort des Bunkers ist der ehemalige Flugplatz Oberwiesenfeld, heute ein Teil des Olympiaparkes. Er bot Schutzplätze für 448 Personen. Er ist baugleich mit dem Hochbunker Riesenfeldstraße.